# ساوت ولی استریم (نیویورک)
ساوت ولی استریم (به انگلیسی: South Valley Stream) یک منطقهٔ مسکونی در ایالات متحده آمریکا است که در شهرستان نساو، نیویورک واقع شده‌است. ساوت ولی استریم ۲٫۳ کیلومتر مربع مساحت و ۵٬۹۶۲ نفر جمعیت دارد و ۲ متر بالاتر از سطح دریا واقع شده‌است.